# Itzehoe
Itzehoe (německy: [ɪtsəˈhoː]; dolnoněmecky: Itzhoe) je město v německé spolkové zemí Šlesvicko-Holštýnsko. Je to hlavní město zemského okresu Steinburg. Leží na Störu, splavném přítoku Labe, 51 km severozápadně od Hamburku a 24 km severně od Glückstadtu. Město má 31 855 obyvatel.

## Dějiny
Itzehoe je nejstarší město v Holštýnsku. Jeho jádrem byl hrad postavený v roce 809 Egbertem, jedním z hrabat Karla Velikého, na obranu proti Dánům. V roce 1201 bylo město zničeno, ale v roce 1224 bylo obnoveno. Adolf IV. udělil v roce 1238 novému městu a v roce 1303 starému městu lübecká práva. Během třicetileté války Itzehoe dvakrát zničili Švédové, v letech 1644 a 1657, ale pokaždé bylo znovu postaveno. V roce 1867 se spolu se Šlesvicko-holštýnským vévodstvím stalo součástí Pruska.

## Památky
Mezi významné památky patří kostel sv. Vavřince. Ve městě je konvent založený v roce 1256, mnoho škol, nemocnice a další dobročinné instituce.
V Itzehoe se nachází také muzeum Wenzela Hablika.

## Partnerská města
Mezi partnerská města Itzehoe patří:
- Cirencester, Anglie, Spojené království
- La Couronne, Francie
- Pasłęk, Polsko

## Významní obyvatelé
- Joachim Irgens von Westervick (1611–⁠1675), dánsko-norský úředník a majitel panství, jeden z nejvýznamnějších finančních magnátů a podnikatelů
- Carl Julian von Graba (1799–⁠1874), německý právník a ornitolog, který navštívil a studoval Faerské ostrovy
- Bruno Adler (1896–⁠1954), biskup německých křesťanů
- Hans-Joachim Newiger (1925–⁠2011), filolog
- H. G. Francis (1936–⁠2011), spisovatel
- Sabine Sinjenová (1942–⁠1995), herečka
- Jerzy Janeczek (1944–⁠2021), polský herec
- Antje Blumenthalová (* 1947), politička
- Sylvia Conveyová (* 1948), lotyšsko-⁠australská umělkyně
- Olaf Berner (* 1949), učitel a hráč házené
- Heiger Ostertag (* 1953), historik
- Thomas Gerull (* 1962), šermíř, olympijský medailista
- Sven Butenschön (* 1976), hráč ledního hokeje
- Lisa Tomaschewská (* 1988), herečka